# Invermay
Invermay es un pueblo canadiense situado en la provincia de Saskatchewan.

## Superficie
Invermay tiene una superficie de 1,2 km².

## Demografía
En 2021, tenía 272 habitantes, una densidad poblacional de 225,8 hab./km², y 112 viviendas.